# Dog Walker
Dog Walker ist ein US-amerikanischer Porno-Spielfilm des Regisseurs John Leslie aus dem Jahr 1994. Er wurde für das Studio Evil Angel Productions gedreht. Der Film wurde bei den XRCO Awards im Jahr 1995 als „Bester Film“ ausgezeichnet.

## Handlung
Der Film handelt von dem Diamanten-Dieb Tito, der aus dem Geschäft aussteigen will. Die Leute, für die er arbeitet (Dough und Pollmen), wollen dies jedoch nicht zulassen und drohen ihm damit, ihm alles zu nehmen, auch seine Frau. Der Boss konfrontiert ihn, lässt ihn aber laufen. Dabei setzt der Film auf eine Reihe surrealer Szenen, die die eigentliche Handlung in Titos Psyche wiedergeben. So ist er in manchen Szenen als eine Art Cowboy in der Wüste zu sehen, während die Dialoge aber normal weiterlaufen.
Dough und Pollmen lauern ihm zu Hause auf und schlagen ihn nieder. Sie haben anschließend einen Dreier mit seiner Frau, die es sehr zu genießen scheint. Er verliert außerdem sein Haus. Daraufhin wendet sich Tito an den großen Boss. An dessen Seite ist eine attraktive Frau, die einen Hund ausführt, die Dog Walker. In einer Bar lernt er eine attraktive Prostituierte kennen, mit der er es anschließend in einer Striptease-Kammer treibt. Dies erregt die Aufmerksamkeit der Dog Walker, die sich dabei selbst befriedigt. Er sieht anschließend zu wie sie einen anderen Mann befriedigt.
Als sie ihn wieder auf der Straße trifft beginnen sie eine Affäre. Nach einem Schäferstündchen wird die Szene vom Anfang noch einmal gezeigt, bei dem der Boss ihn laufen lässt. Doch dieses Mal kehrt er zurück und ersticht ihn. Tito hat sich alles in seinem Todeskampf nur eingebildet. Er liegt auf der Straße und verblutet.
Wie bei Pornofilmen üblich dient die Rahmenhandlung als Vehikel für diverse Sexszenen, die wie folgt ablaufen:
1. Krysti Lynn, Jon Dough, David Pollman
2. Isis Nile, Steven St. Croix
3. Christina Angel, Gerry Pike
4. Lana Sands, Maeva, Joey Silvera
5. Christina Angel, Steven St. Croix

## Auszeichnungen
Der Film erhielt mehrere Branchenpreise. 2009 wurde er in die XRCO Hall of Fame aufgenommen.
- 1995: XRCO Award – Best Film
- 1994: XRCO Award – Best Actor (Steven St. Croix)
- 1994: AVN Award – Best Director
- 1994: AVN Award – Best Couples Sex Scene
- 1994: AVN Award – Best Cinematographer (Jack Remy)
- 1994: AVN Award – Best Screenplay
- 1994: AVN Award – Best Tease Performanc (Christina Angel)

## Rezeption
Auf Grund der verworrenen Handlung und den (für einen Pornofilm) außergewöhnlichen Schauspielleistung, insbesondere von Hauptdarsteller Steven St. Croix gilt er als einer der Klassiker des 1990er Pornofilms. So belegt der Film Platz 10 auf der Liste der „101 Greatest Adult Tapes of All Time“ von AVN.